# Bel Abbey

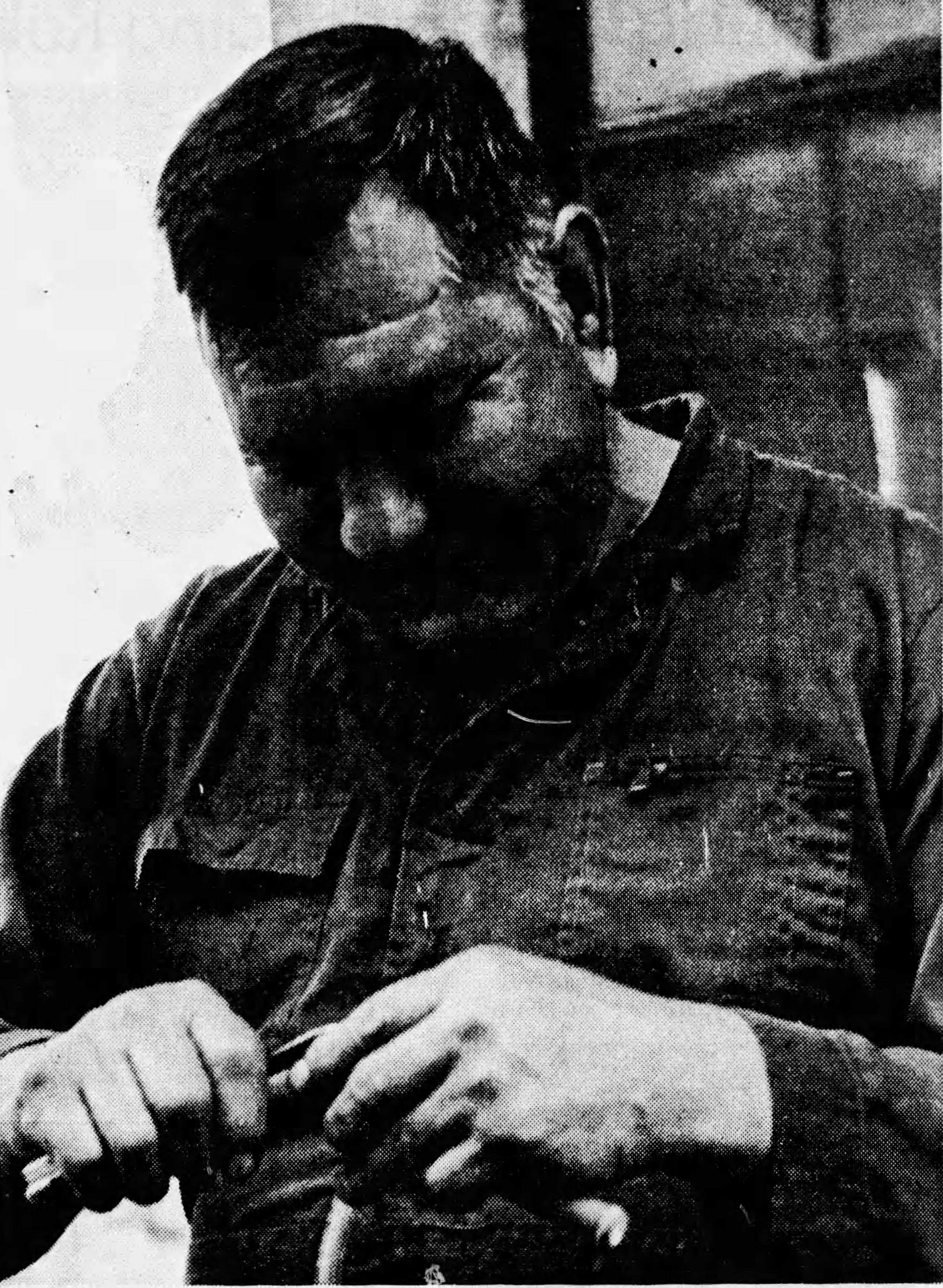
Bel Abbey, 1974

Bel Abbey (* 10. April 1916 bei Elton, Louisiana; † 21. Januar 1992) war ein Coushatta-US-amerikanischer Ethnologe.
Bel Abbey wurde am 10. April 1916 in einer Coushatta-Siedlung fünf Meilen nördlich von Ellington (Louisiana), geboren. Abbey wuchs in der letzten Generation des traditionellen Sozial- und Wirtschaftssystems der Coushatta auf. Er wurde von seiner Mutter, seiner Großmutter und seinen Onkeln in den traditionellen Techniken unterrichtet. Abbey war ein geschickter Jäger und hatte ausgezeichnete Kenntnisse über das Verhalten von Tieren. Er kannte die Namen von Hunderten von Pflanzen und wusste, wie sie als Medizin und Nahrung verwendet werden. Aber am bekanntesten war Bel Abbey für seine meisterhafte Erzählung von Coushatta-Märchen.
Abbey erzählte seine Geschichten nicht nur auf Coushatta, sondern lernte auch Alibamu, Choctaw, Mobilian, Cajun-Französisch und Englisch zu sprechen. Seine erstaunlichen sprachlichen und pädagogischen Fähigkeiten zogen Ethnologen und Linguisten an, die seine Arbeit anerkannten. Abbey setzte sich für die Erhaltung des traditionellen Handwerks ein. Er war ein Meister im Bau von Blasrohren, Pfeilen, Bögen, Pfeifen und anderen Gegenständen. Er half, viele Körbe zu bewahren, die von seiner Mutter hergestellt wurden, die eine Meisterin des traditionellen Korbflechtens war. Abbey unterstützte die Übersetzung der Bibel ins Coushatta zu übersetzen und die Sprache und Geschichten der Coushatta ins Englische zu übertragen.
Bel Abbey wurde 1982 in die Hall of Master Folk Artists aufgenommen. Er vertrat die Coushatta auf dem Natchitoches-NSU Folk Festival, der Weltausstellung New Orleans 1984, dem Louisiana State Folk Festival und dem Smithsonian Folklife Festival 1985.
Als er 1992 starb, sah er sich gerade die Entwürfe für das Coushatta -Wörterbuch an. Bevor er starb, gab er viele seiner Geschichten an seinen Neffen Bertney Langley weiter, der die Tradition des Geschichtenerzählens fortführte.

## Schriften
- Geoffrey D. Kimball, Bel Abbey: The Koasati Grammer. University of Nebraska Press, 1991, ISBN 978-0-8032-2725-5.
- Geoffrey D. Kimball, Bel Abbey, Martha John, Ruth Poncho: The Koasati Dictionary. University of Nebraska Press, 1994, ISBN 978-0-8032-2726-2.
- Koasati Stories